# Paspalum apiculatum
Paspalum apiculatum är en gräsart som beskrevs av Johann es Christoph Christian Döll. Paspalum apiculatum ingår i släktet tvillinghirser, och familjen gräs. Inga underarter finns listade i Catalogue of Life.